# Черемнов, Леонтий Арсентьевич

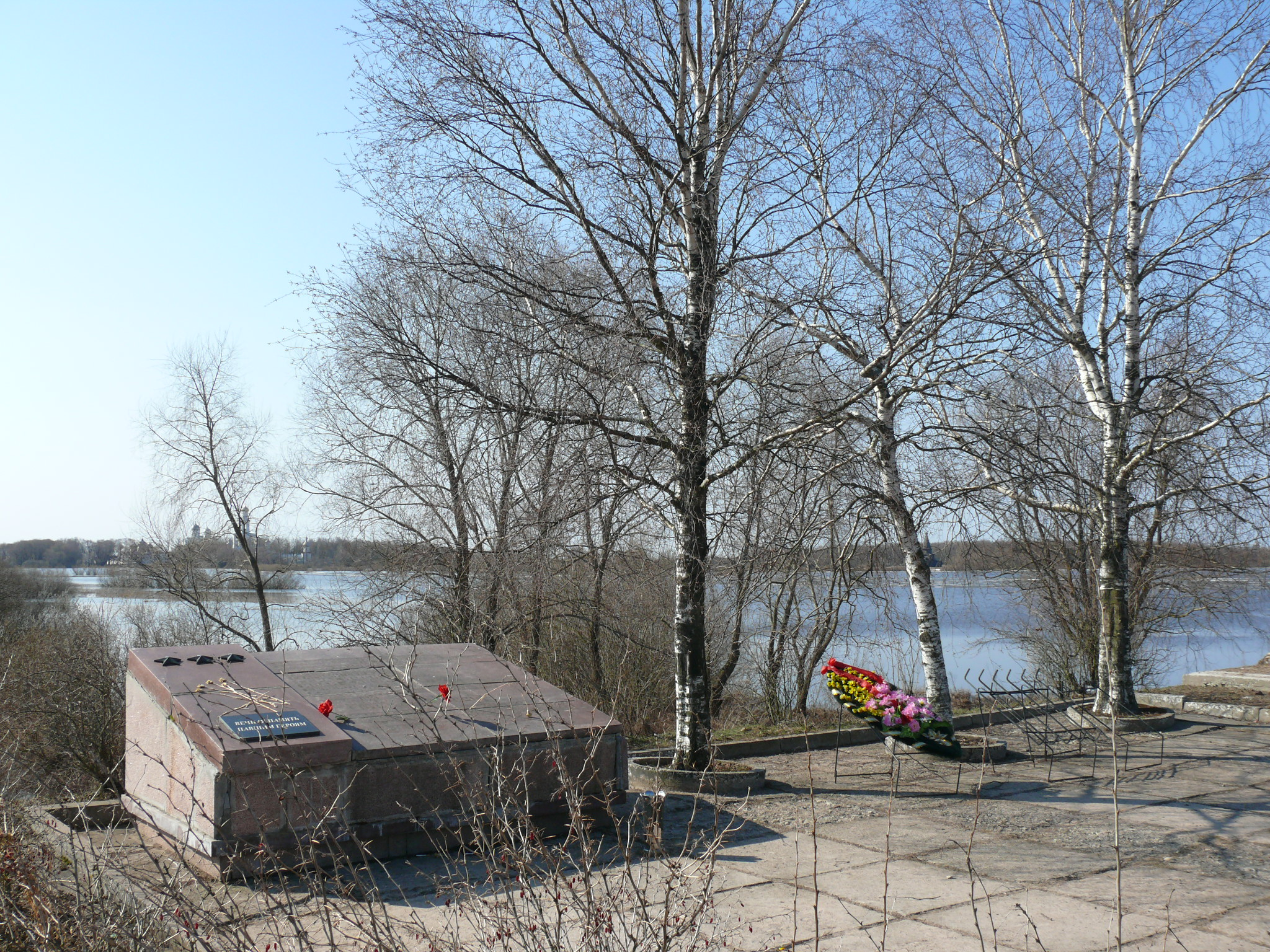
Мемориал на месте гибели И. С. Герасименко, А. С. Красилова и Л. А. Черемнова

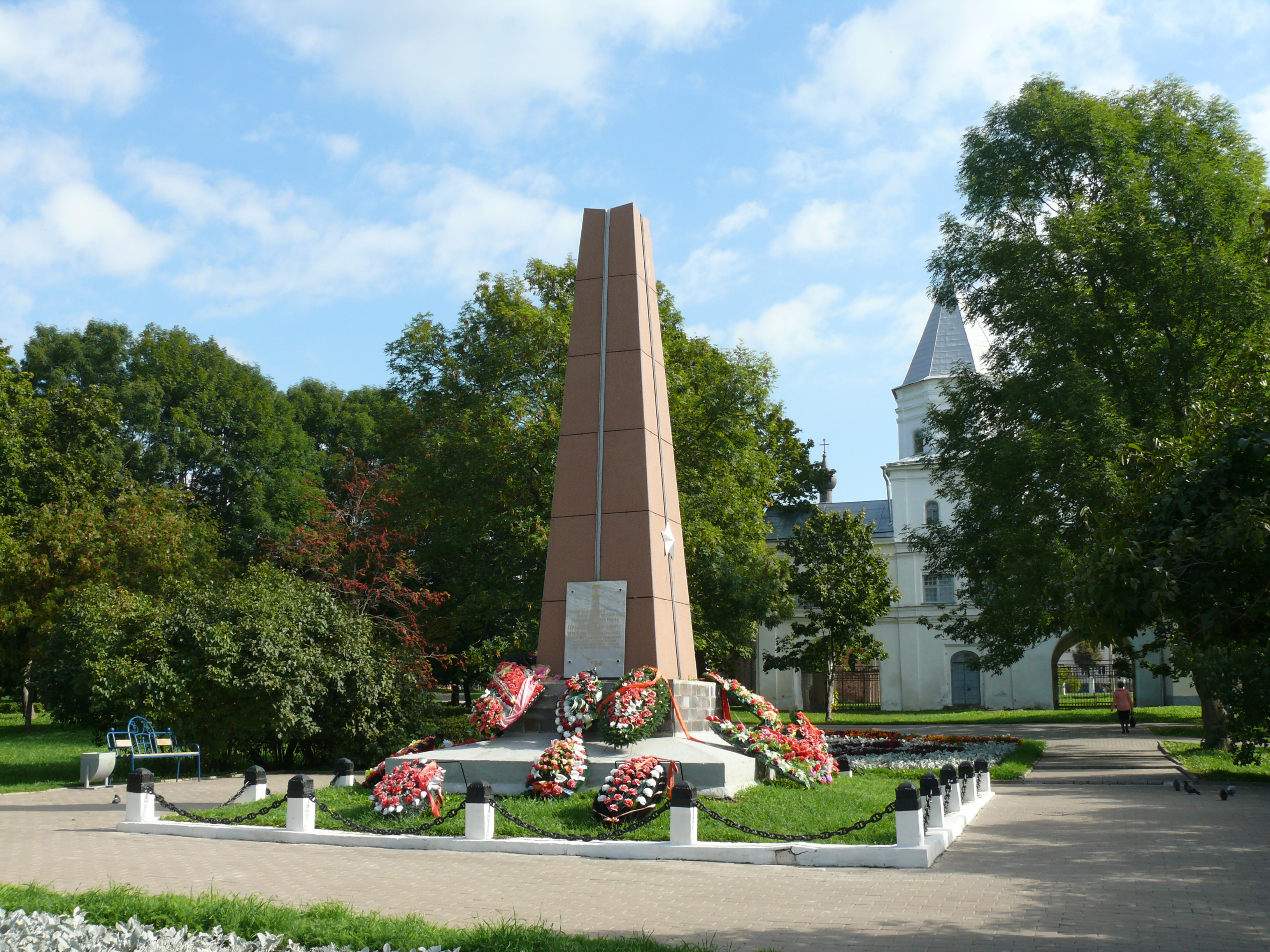
Памятник трём красноармейцам на Ярославовом Дворище в Великом Новгороде

Лео́нтий Арсе́нтьевич Черемно́в (1903, село Старая Тараба Кытмановский район Алтайского края — 29 января 1942, в окрестностях Великого Новгорода) — красноармеец, участник Великой Отечественной войны. Герой Советского Союза.

## Биография
Родился в селе Старая Тараба в Алтайском крае в семье русского крестьянина Арсентия (Асея) Черемнова. Получил начальное школьное образование. Трудился в местном колхозе «Трактор», став его первым механизатором. Женился. После начала строительства Кузнецкстроя вместе с семьёй переехал в Новокузнецк. С ним на новую стройку отправился с семьёй его земляк и друг детства Александр Красилов. В Новокузнецке проживали в Куйбышевском районе на улице Вольный Юпитер. Оба работали возчиками в артели «Красный транспортник». Затем Леонтий трудился в военизированной охране Кузнецкого металлургического комбината, позже — на заводе огнеупорного кирпича. До войны с семьёй проживал в Нижнем Редаково. В семье Черемновых было трое детей — дочери Раиса, Александра и сын Владимир.
В 1941 году вместе с Александром Красиловым был мобилизован в Красную Армию. В августе 1941 года оба попали на фронт. Друзья оказались в составе 299-го стрелкового полка 225-й стрелковой дивизии (52-я армия Волховского фронта), более того — в составе одного пулемётного расчёта. Служил в звании красноармейца.
За пять дней до гибели на заседании партбюро части подал заявление о принятии его в кандидаты в члены ВКП(б):

«Я буду с честью носить звание кандидата партии. Изо всех сил буду истреблять фашистов».

Подвиг
После оккупации Новгорода в августе 1941 года немецкими войсками, командование группировки Красной Армии не раз предпринимала попытки по его освобождению. Бой, в котором погиб рядовой Леонтий Черемнов, случился на левом берегу Волхова в районе мостовой насыпи у так называемых «быков» — опор недостроенного в 1914 году моста. Взводом, где служил Леонтий Черемнов, Александр Красилов и также призывавшийся из Новокузнецка украинец сержант Иван Герасименко, командовал младший лейтенант Поленский. В ходе очередного разведвыхода к позициям противника группа под командованием Ивана Герасименко наткнулась на хорошо укреплённые и замаскированные огневые точки немцев. В развернувшемся бою отделению удалось нанести потери превосходившему их по числу противнику, но будучи зажатыми с двух сторон огнём пулемётных дзотов, а с третьей рекой Волхов, бойцы оказались в критической ситуации. Леонтий Черемнов бросился на один из пулемётов, а Иван Герасименко и Александр Красилов один за другим — на второй. Закрыв пулемёты своими телами, они приглушили на некоторое время стрельбу, что дало остальным бойцам возможность перегруппироваться и продолжить бой с более выгодных позиций.
Указом Президиума Верховного Совета СССР «О присвоении звания Героя Советского Союза офицерскому, сержантскому и рядовому составу Красной Армии» от 21 февраля 1944 года за «образцовое выполнение боевых заданий командования на фронте борьбы с немецкими захватчиками и проявленные при этом отвагу и геройство» удостоен посмертно звания Героя Советского Союза. 

## Интересные факты
В 1972 году по приглашению Новгородского горсовета вдова Леонтия Черемнова Таисия Гермогеновна и дочь Раиса переехали на постоянное место жительства в Великий Новгород.
На открытии «Венка славы» в Новокузнецке Вечный огонь зажёг сын Леонтия Черемнова — Владимир.

## Память
- 6 февраля 1942 года, через неделю после описанных событий, «Фронтовая газета» (газете Волховского фронта) опубликовала статью, рассказав о массовом подвиге советских солдат[4]
- В 1970 году было принято решение о присвоении лучшим производственным коллективам промышленных предприятий Новгорода почётного наименования в честь Героев Советского Союза, участвовавших в защите города. По результатам социалистического соревнования комплексная бригада строительного управления СУ-78 треста № 43 "Новгородхимстрой" получила звание "имени Героя Советского Союза Л. Черемнова"[5]
- Решением Новокузнецкого городского Совета народных депутатов от 28.04.2015 г., присвоено звание «Почетный гражданин города Новокузнецка»[6].
- На месте подвига поставлен памятный мемориал, на нём — мраморная доска с посвящением трём воинам. Рядом посажены три берёзы.
- В Великом Новгороде на Ярославовом Дворище установлен монумент Черемнову, Красилову, Герасименко.
- Улицы в Новокузнецке, Великом Новгороде, а также в селе Старая Тараба названы именем Л. Черемнова.
- На новокузнецком Мемориале «Венок славы» среди прочих установлен скульптурный рельеф, изображающий подвиг троих красноармейцев.
- В Барнауле на Мемориале Славы в списках указано имя Л. Черемнова.
- В селе Новотроицкое Новомосковского района Днепропетровской области Украины именем героя названа улица.
- Поэт Николай Тихонов в своей «Балладе о трёх коммунистах» воспел подвиг трёх красноармейцев[7].
- Навечно занесён в списки второй роты 299-го стрелкового полка. Сама 225-я дивизия получила название Новгородской.
- В Кытманово на мемориале Великой Отечественной войны установлен бюст Черемнова Леонтия Арсентьевича.